# Hodgson Lake
Hodgson Lake är en sjö i Antarktis. Den ligger i Västantarktis. Argentina, Chile och Storbritannien gör anspråk på området. Hodgson Lake ligger 158 meter över havet.